# Monumento a los Soldados (Freeport)
El Monumento a los Soldados es un monumento conmemorativo Guerra de Secesión ubicado en la esquina norte de Galena Avenue y Stephenson Street de la ciudad de Freeport, en el estado de Illinois (Estados Unidos). El general Smith D. Atkins diseñó el monumento, que fue erigido en 1871. El monumento obelisco de piedra caliza mide 25 m alto; una estatua de la Victoria originalmente coronaba el monumento, pero fue destruida por un rayo en 1960. Las tabletas de mármol en la base del monumento enumeran los nombres de las víctimas de la Guerra Civil del condado de Stephenson; estos se invirtieron y se cubrieron con placas de bronce en 1924 para dejar espacio para enumerar a todos los veteranos de la Guerra de Secesión del condado. Cuatro estatuas de 2,1 m de altura se ubicaron en las esquinas de la base, las cuales fueron reemplazadas por réplicas idénticas en 1924. Las estatuas representan soldados de cada una de las principales ramas de las fuerzas armadas de la Unión : la infantería, la caballería, la artillería y la marina .
El monumento fue agregado al Registro Nacional de Lugares Históricos el 1 de junio de 1998. 

## Reemplazo de la estatua de la Victoria
Después de varios años de recaudación de fondos por parte del Civil War Monument Fund, se recaudaron más de 120 000 dólarfes para reemplazar la estatua de la victoria destruida. Los esfuerzos del grupo y de muchos donantes locales culminaron con la reparación del monumento y el reemplazo de la estatua el 4 de diciembre de 2015. Vincent Tolpo, un artista local, fue contratado para recrear la estatua de la Victoria.